# Germarostes farri
Germarostes farri är en skalbaggsart som beskrevs av Henry Fuller Howden 1970. Germarostes farri ingår i släktet Germarostes och familjen Hybosoridae. Inga underarter finns listade i Catalogue of Life.